# Laurent Pichon
Laurent Pichon (Quimper, 19 de julio de 1986) es un ciclista francés. Debutó como profesional en 2010 y se retiró en 2023.

## Palmarés
2010
- 1 etapa del Tour de Normandía

2011
- 1 etapa del Circuito de las Ardenas
- Kreiz Breizh Elites

2012
- Boucles de la Mayenne

2017
- Clásica de Loire-Atlantique
- 1 etapa de la Settimana Coppi e Bartali
- Route Adélie[2]
- Copa de Francia (ver nota)[3]

## Resultados en Grandes Vueltas
| Carrera | Carrera         | 2010 | 2011 | 2012 | 2013  | 2014  | 2015  | 2016 | 2017  | 2018 | 2019 | 2020 | 2021 | 2022 | 2023  |
| ------- | --------------- | ---- | ---- | ---- | ----- | ----- | ----- | ---- | ----- | ---- | ---- | ---- | ---- | ---- | ----- |
|         | Giro de Italia  | —    | —    | —    | 163.º | 129.º | —     | —    | —     | —    | —    | —    | —    | —    | —     |
|         | Tour de Francia | —    | —    | —    | —     | —     | —     | —    | 125.º | 98.º | —    | —    | —    | —    | 124.º |
|         | Vuelta a España | —    | —    | —    | —     | —     | 111.º | Ab.  | —     | —    | —    | —    | —    | —    | —     |

—: no participa

Ab.: abandono